# Minorka Mercado
Minorka Marisela Mercado Carrero (Caracas, 15 gennaio 1972) è una modella venezuelana, eletta Miss Venezuela 1993.
Minorka Mercado ha vinto il concorso di bellezza nazionale Miss Venezuela in qualità di vincitrice del titolo di Miss Apure ed ha ottenuto la possibilità di rappresentare il Venezuela a Miss Universo 1994. Il 20 maggio 1994, la Mercadosi è classificata al terzo posto a Miss Universo, nel corso del concorso tenuto a Manila.